# Ung mands dans
|  | Denne artikel er oprettet af botten Steenthbot ud fra en ekstern database. Den kan derfor have sproglige fejl eller mangler. Denne skabelon kan fjernes efter kontrol af indholdet. |

Ung mands dans er en kortfilm fra 2014 instrueret af Mathias Broe.

## Handling
Mattis føler sig overset af faren og søger derfor opmærksomhed hos sin mandlige danselærer. Men denne aften går det ikke, som det plejer. Mattis fremprovokerer en magtkamp, og da danselæreren desperat forsøger at sætte grænser, mister de begge kontrollen.

## Medvirkende
- Niels Lior David Cohen
- Helle Krogsbøl Bender
- Michael Rajani Leerberg